# Giulio Mancini
Giulio Mancini, né le 21 février 1559 à Sienne et mort le 22 août 1630, est un médecin, collectionneur, marchand d'art et écrivain italien.
Ses écrits de 1617 à 1621 (qu'il titre Considerazioni sulla Pittura) sur les artistes qui lui étaient contemporains, parmi lesquels on trouve Caravage ou encore Annibal Carrache et Le Greco, constituent une source d'information biographique précieuse et fournissent quantité d'informations sur l'art du début du XVIIe siècle à Rome.